# 女子総合格闘家一覧
女子総合格闘家一覧では、女子総合格闘家を五十音順に記載する。

## あ行
- あい
- 赤野仁美
- 赤林檎
- 浅倉カンナ
- アスペン・ラッド
- AZUMA
- アマンダ・ヌネス
- アマンダ・ブキャナー
- アミバ
- アム・ザ・ロケット
- アレクサンドラ・サンチェス
- anna
- アンナ・ミッシェル・タバレス
- 伊澤星花
- 石岡沙織
- 石川菊代
- 石川美津穂
- 石山絵理
- 石原美和子
- 市井舞
- 伊藤薫
- 井上明子
- 井上由美子（羽柴まゆみ）
- V.V Mei（V一（ヴィーはじめ））
- WINDY智美
- 牛塚愛子
- Edge
- ♂ha@THE♀
- 江本敦子
- erika
- エリカ・モントーヤ
- エリン・トーヒル
- エワ・ブロドニッカ
- アナスタシア・スヴェッキスカ
- 及川千尋
- 大島沙緒里
- 大門まい子（おっさん）
- 大室奈緒子
- 岡加奈子
- 岡田円
- 尾上佳子

## か行
- 鹿児島陽子
- 葛西むつみ
- 片桐美紀
- 片山智絵
- 金子和美
- 金子真理
- カリーナ・ダム
- 川畑千秋
- 北村ヒロコ
- キム・クートゥア
- 桐生祐子
- 久保田有希
- クリスチャン・サイボーグ
- 黒部三奈
- グンダレンコ・スベトラーナ
- ケイト・ロータス
- ケリー・コボルド
- 小寺麻美
- 近藤朱里

## さ行
- 坂口一美
- 坂本奈緒子
- 桜井亜矢
- 佐々木亮子
- サダエ☆マヌーフ
- SACHI
- 鮫島るい
- サラ・カフマン
- SARAMI
- 澤田千優
- ジーナ・カラーノ
- シェイナ・ベイズラー
- ジェット・イズミ
- シェルビー・ウォーカー
- 重田ホノカ
- 志田光
- しなしさとこ
- 篠原光
- シャノン・フーパー
- 真珠・野沢オークレアー
- 杉山しずか
- 須田萌里
- 関友紀子
- せり
- セリーナ

## た行
- 高橋洋子
- 高林恭子
- 瀧本美咲
- 竹下嘉奈子
- 武田美智子
- ダコタ・ディチェバ
- 玉田育子
- たま☆ちゃん
- タラ・ラローサ
- ちびさいKYOKA
- 超弁慶
- 月井隼南
- 辻結花
- テビ・サイ
- デビ・パーセル
- 富田美里
- 富田里奈
- 富松恵美

## な行
- 内藤晶子
- 中井りん
- 長野美香
- 中村珠美
- 中森華子（小林華子）
- ナナチャンチン
- 奈部ゆかり
- NISSE にっせー

## は行
- パク・シウ
- 端貴代
- 浜崎朱加
- ハム・ソヒ
- ヴァネッサ・ポルト
- バッカス羽鳥
- HARI
- HARUMI
- HIROKO
- 風香
- 藤井惠
- 藤野恵実
- 古瀬美月
- 古舘由紀
- berry15
- 星野育蒔
- ポリーナ・ヴィスニエフスカ

## ま行
- 舞
- 前澤智
- 増山ともえ
- 真武和恵
- まゆ
- マルース・クーネン
- 美花
- MIKU
- 深岬パトラ
- 魅津希
- MIYOKO
- ミーシャ・テート
- 村上彩
- 茂木康子
- 森居知子
- 森藤美樹

## や行
- 藪下めぐみ
- 山田よう子
- 山本美憂
- 唯我
- 横瀬いつか
- 吉住絹代
- 吉田正子
- 吉田実代

## ら行
- リサ・ワード
- RENA
- ロクサン・モダフェリ
- ローラ・ディオーガスト
- ロジー・セクストン

## わ行
- 渡辺彩華
- 渡辺久江
- 渡辺華奈
- 渡邉史佳